# Nantawan Fueangsanit
Nantawan Fueangsanit, née le 22 septembre 1994, est une joueuse de pétanque Thaïlandaise. 

## Palmarès[2]

### Séniors

#### Championnat du Monde
Championne du monde
- Triplette 2013 (avec Thongsri Thamakord, Phantipha Wongchuvej et Aumpawan Suwannaphruk) :  Équipe de Thaïlande
- Doublette 2017 (avec Phantipha Wongchuvej) :  Équipe de Thaïlande
- Triplette 2019 (avec Thongsri Thamakord, Phantipha Wongchuvej et Aumpawan Suwannaphruk) :  Équipe de Thaïlande
- Doublette 2019 (avec Phantipha Wongchuvej) :  Équipe de Thaïlande
- Doublette mixte 2019 (avec Sarawut Sriboonpeng) :  Équipe de Thaïlande
- Triplette 2021 (avec Thongsri Thamakord, Phantipha Wongchuvej et Aumpawan Suwannaphruk) :  Équipe de Thaïlande

Finaliste
- Triplette 2015 (avec Thongsri Thamakord, Phantipha Wongchuvej et Aumpawan Suwannaphruk) :  Équipe de Thaïlande
- Tête à tête 2015 :  Équipe de Thaïlande

#### Jeux mondiaux
Vainqueur
- Doublette 2017 (avec Phantipha Wongchuvej) :  Équipe de Thaïlande

Médaillée d'argent
- Tir de précision  2017 :  Équipe de Thaïlande
- Doublette 2025 (avec Ratchata Khamdee) :  Équipe de Thaïlande

Médaillée de bronze
- Doublette  2022 (avec Phantipha Wongchuvej) :  Équipe de Thaïlande
- Tir de précision  2025 :  Équipe de Thaïlande

#### Jeux d'Asie du Sud-Est
Vainqueur
- Triplette 2013
- Triplette 2015
- Tête à tête 2015
- Doublette 2019

#### Millau

##### Mondial à pétanque de Millau (2003-2015)
Vainqueur
- Triplette 2014 (avec Thongsri Thamakord et Phantipha Wongchuvej)

Finaliste
- Doublette 2014 (avec Aumpawan Suwannaphruk)